# Кумран
Кумран, Хірбат Кумран (івр. חִ'רְבַּת קוּמְרָאן; араб. خربة قمران, «Ḫirbat Qumrān» = «Сірі Руїни») — місцевість, залишки античного поселення на північно-західному березі Мертвого моря. Поселення зруйновано у 68 році римським Х легіоном Legio X Fretensis під час юдейського повстання проти Римської імперії.

## Історія
Поселення елліністичного періоду було побудовано під час правління Йоханана Гіркана у 134—104 до н. е. або трохи пізніше, поки не було зруйновано римлянами. Поселення Кумран як і вся місцевість Кумрану стала відома завдяки розташованому недалеко від нього схованки із сувоями біблійних текстів в печерах прямовисних скель і нижче, у мергелевих уступах.
З моменту відкриття у 1947 році і до 1956 року були знайдені близько 900 сувоїв манускриптів біблійних текстів різного ступеня цілісності, в основному, написані на пергаменті, але також і на папірусі. За цей час був проведений великий об'єм розкопок. Посудини, єврейські ритуальні ванни і кладовища були знайдені разом з їдальнею або кімнатою для нарад, також були виявлені уламки верхнього поверху (можливо служив скрипторієм), печі для випалювання кераміки та башта.
Багато вчених вважають, що тут розміщувалася громада юдейської секти ессенів, інші запропонували нерелігійні інтерпретації. Згідно з однією з них, це був Хасмонейський форт.
На схід від поселення було виявлено велике кладовище. У більшості могил знаходяться залишки чоловіків, були виявлені і жінки. Однак деякі поховання можуть відноситися і до часів середньовіччя.
Сувої були виявлені в 11 печерах біля поселення. З кінця 1980 років Кумран перетворюється також у туристичний центр.

## Галерея

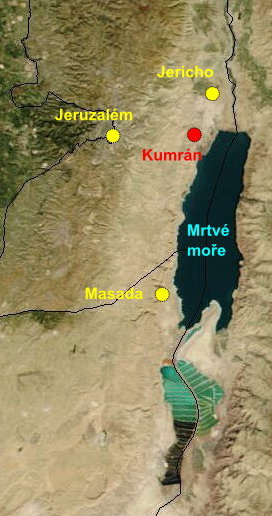
Карта з розташуванням Кумрану
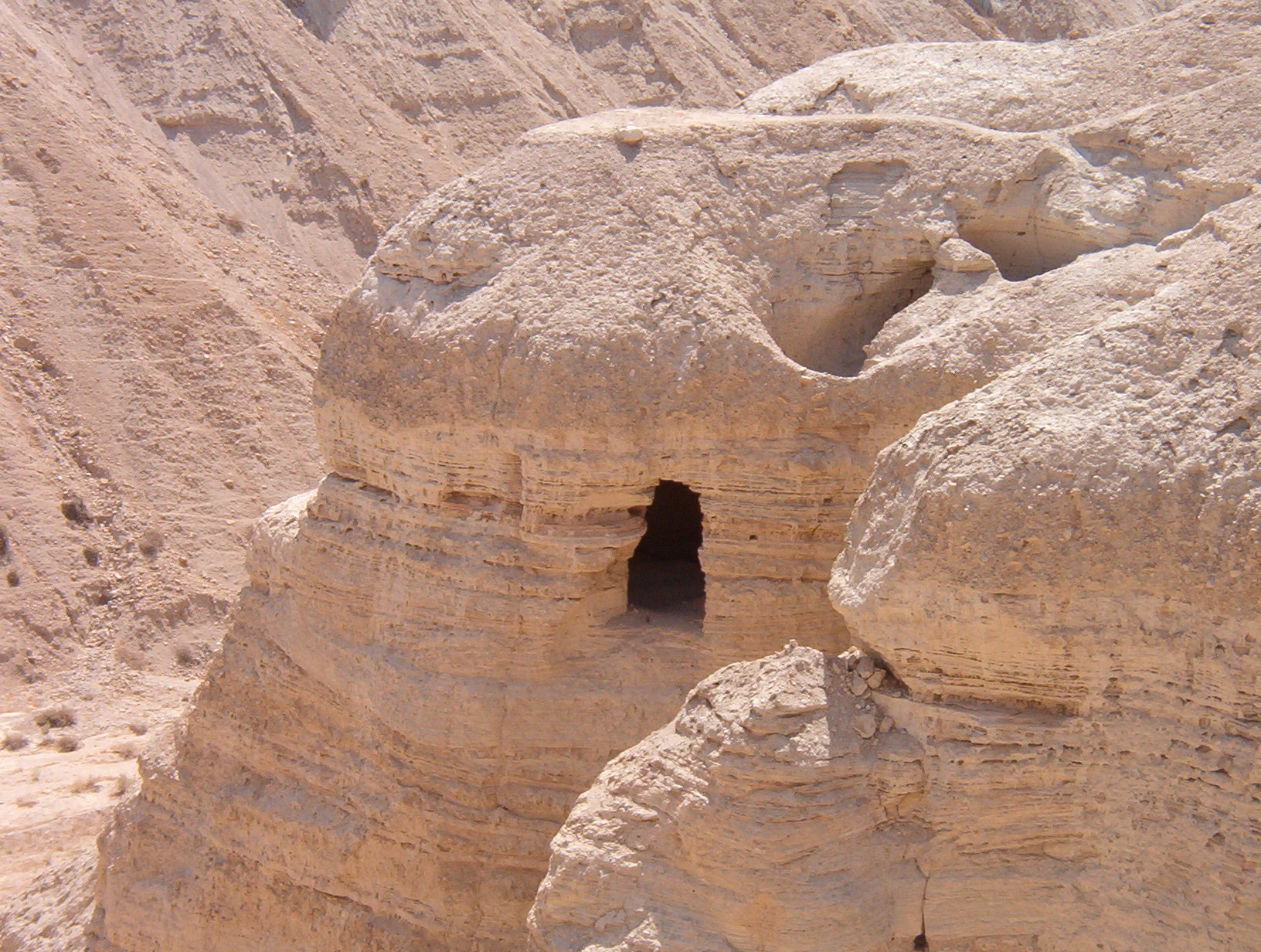
Печери в Кумрані
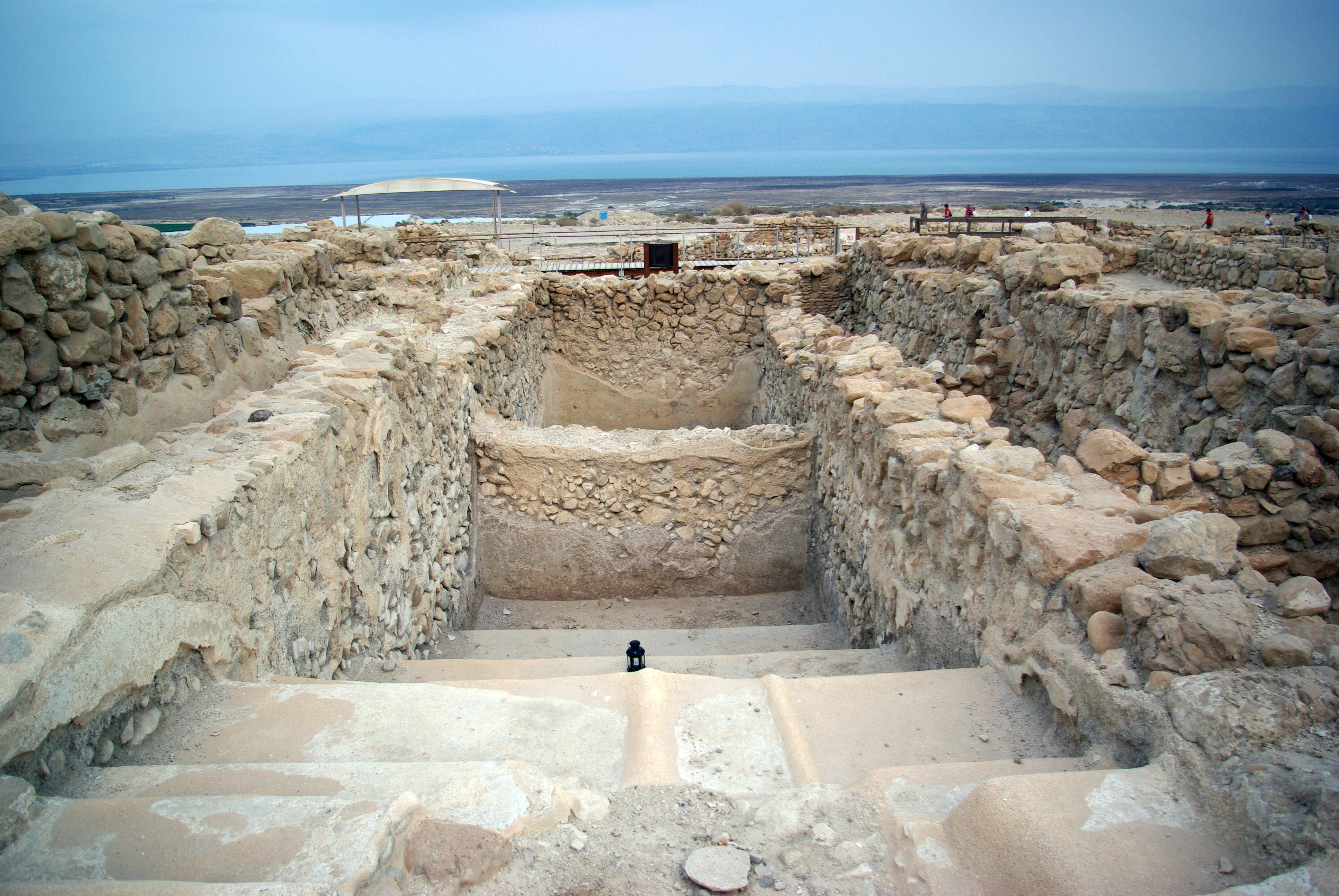
вигляд одної купелі Кумрану
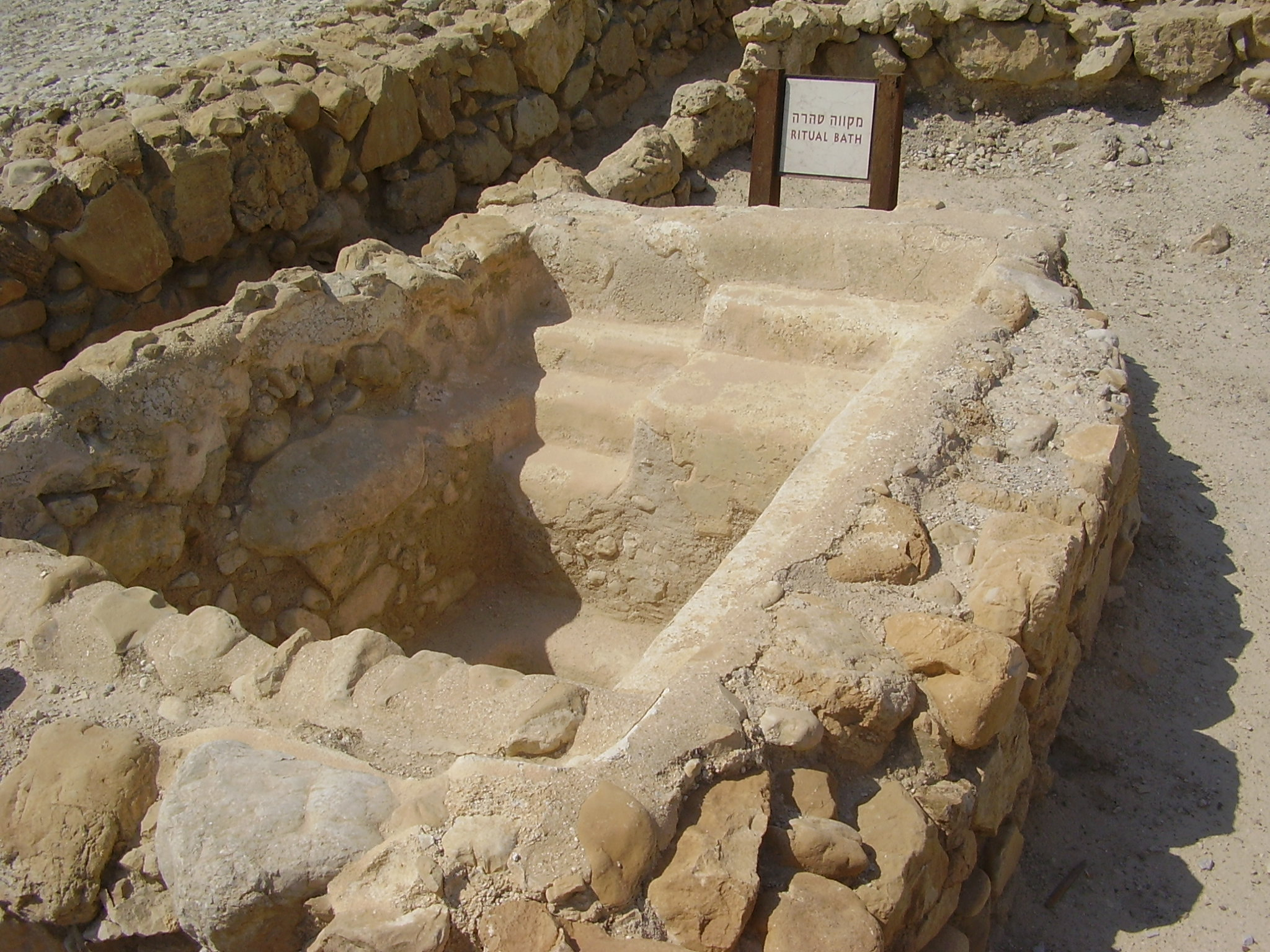
інша ритуальна купіль Кумрану
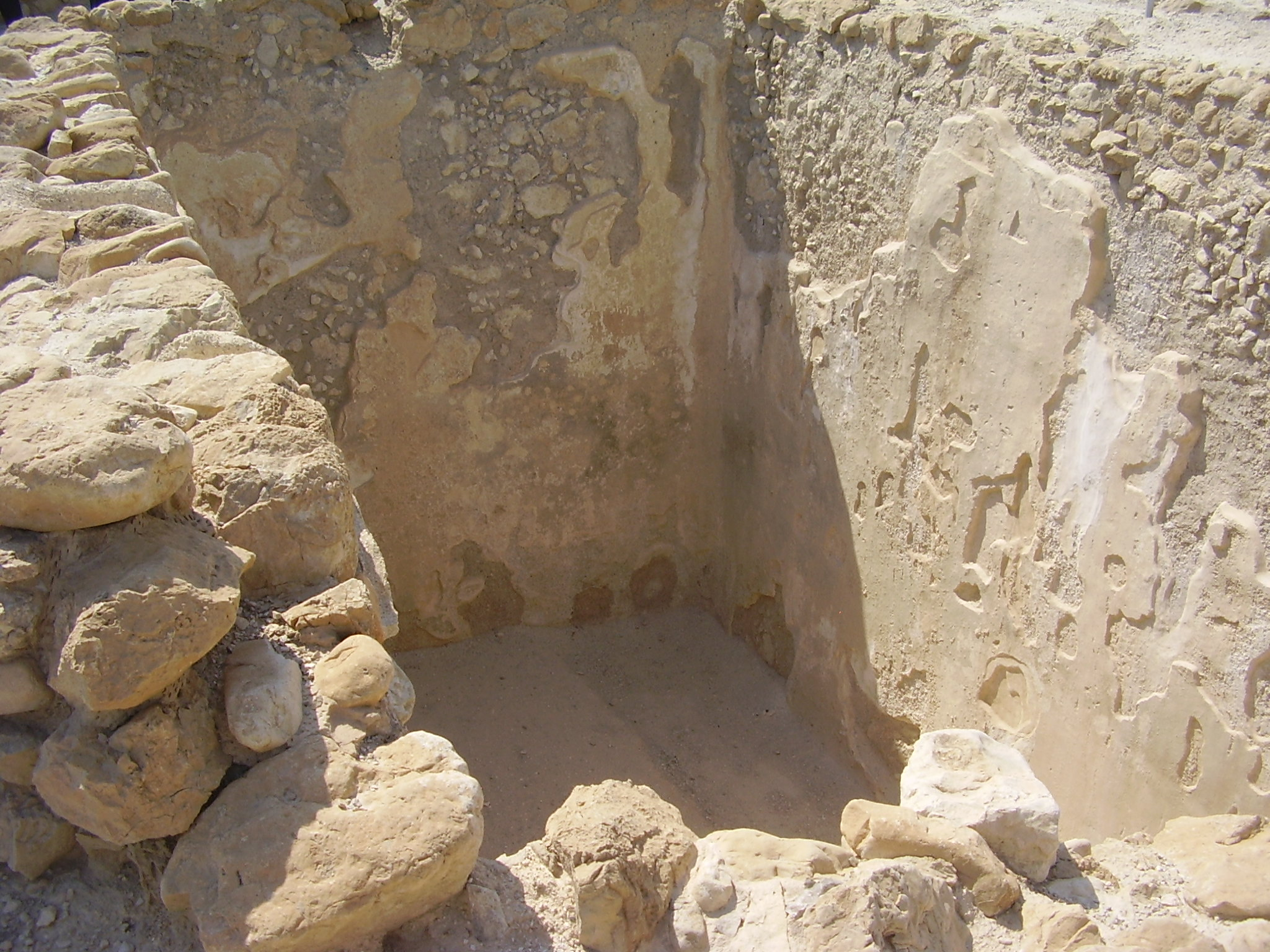
водозбірник Кумрану
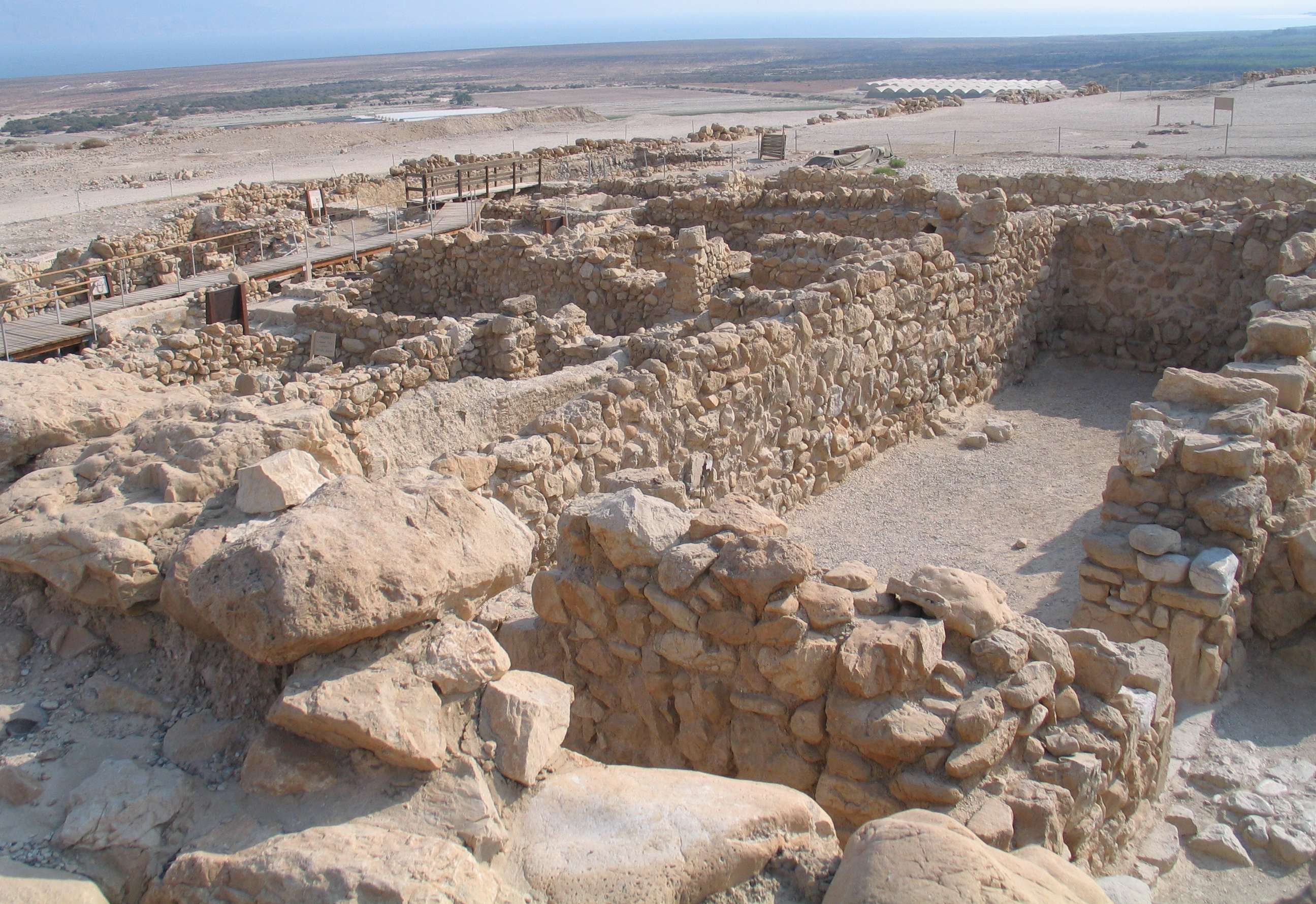
руїни споруд Кумрану
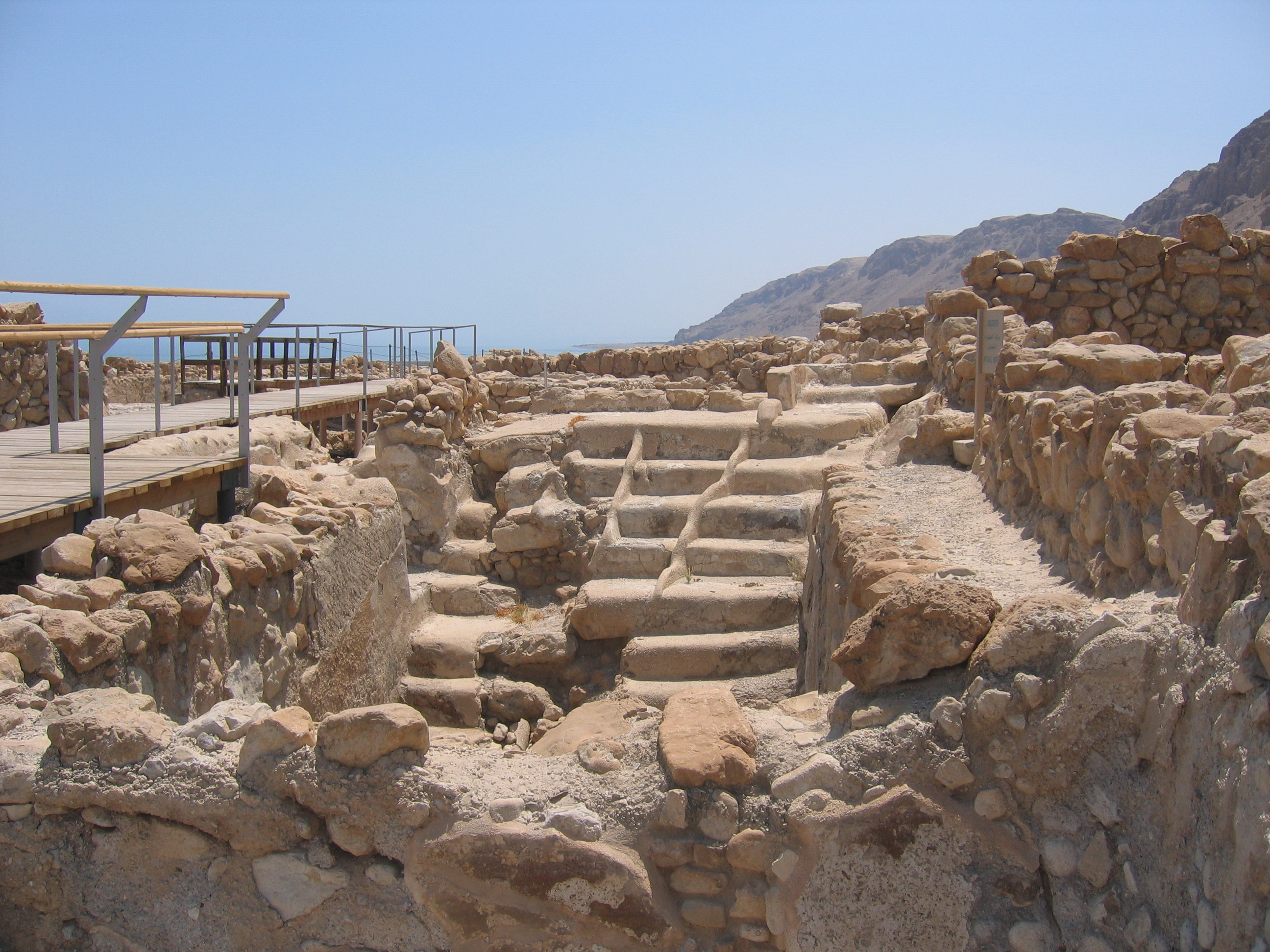
сходинки до купелі Кумрану
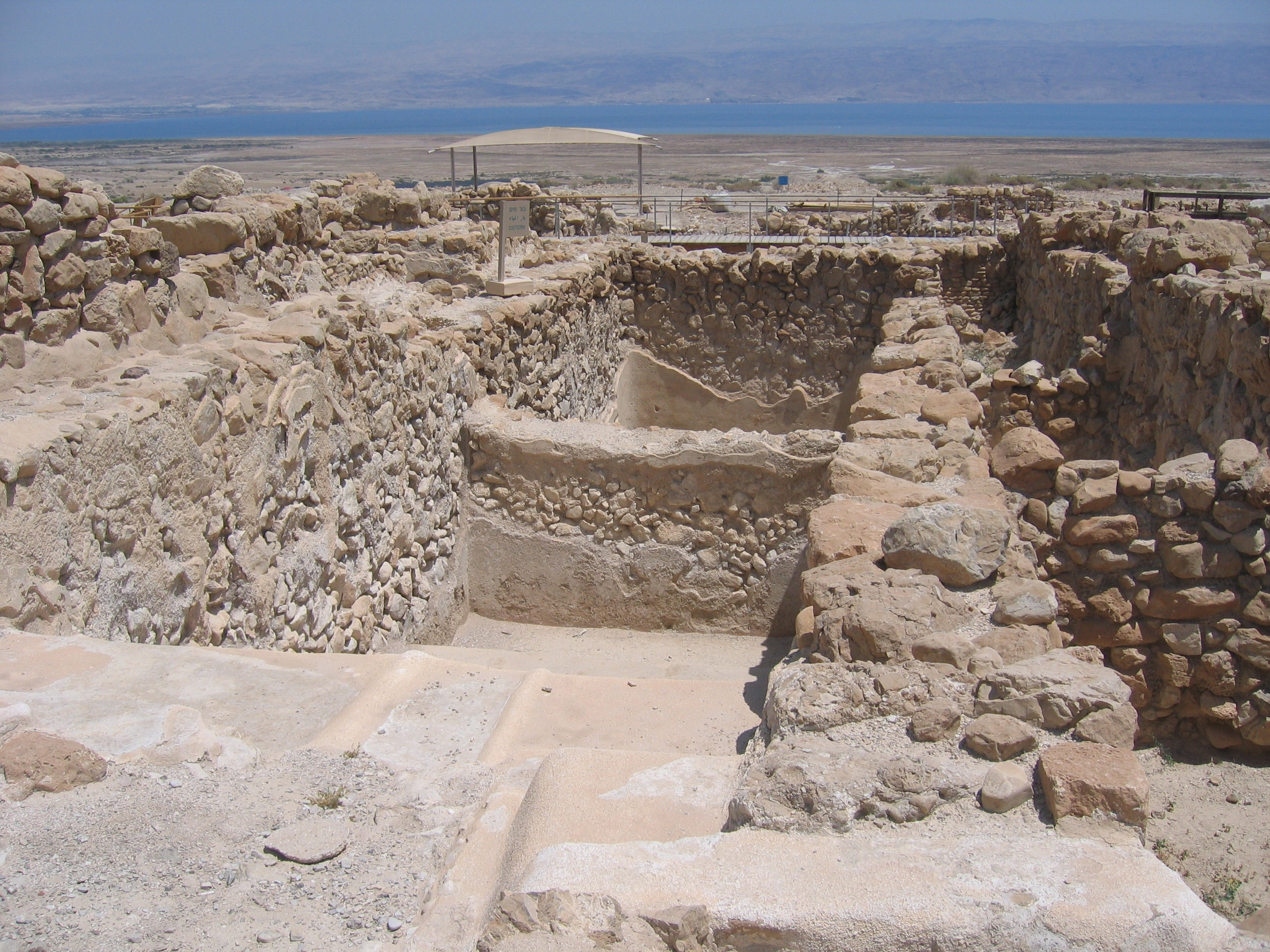
цистерни Кумрану
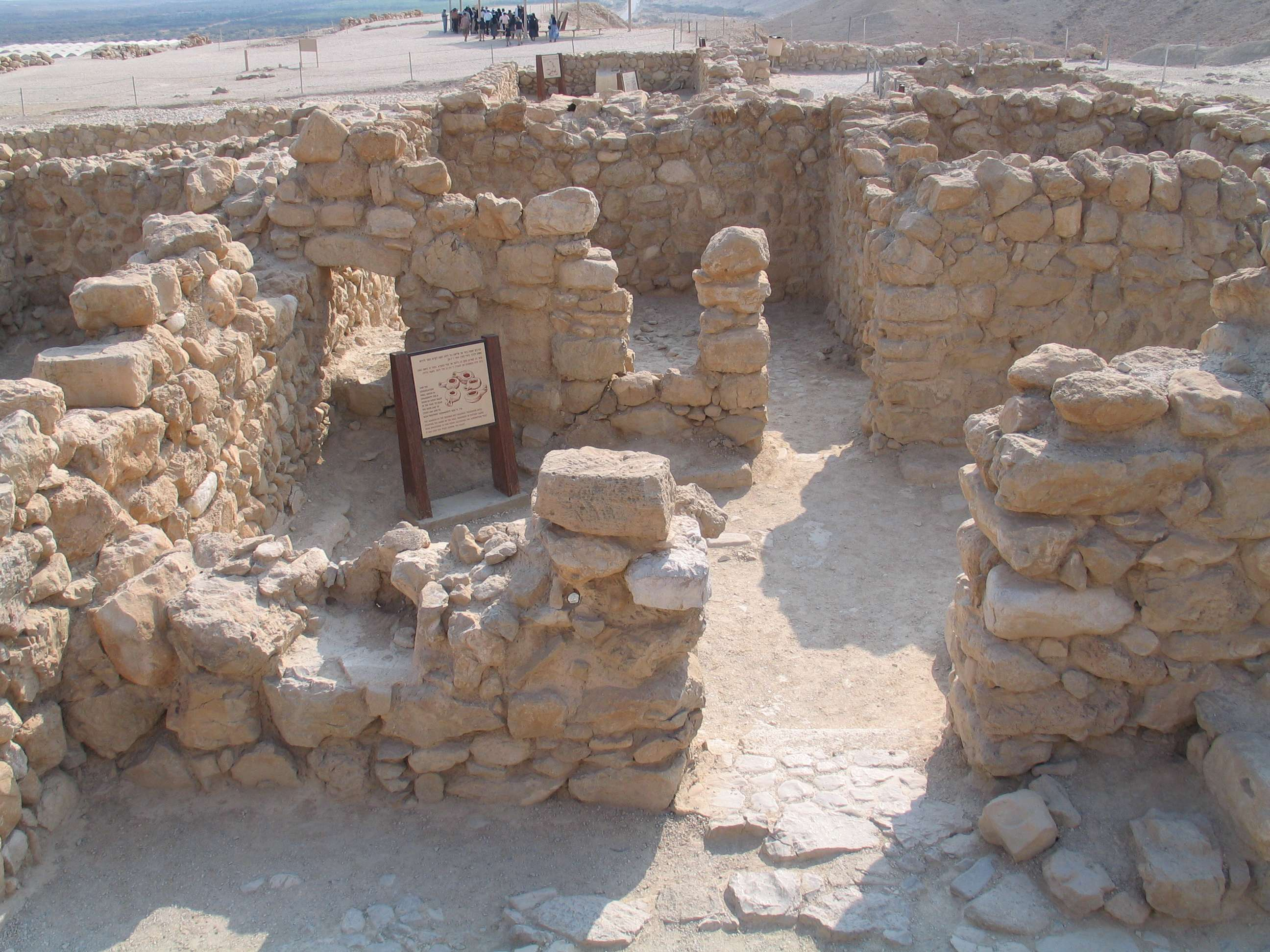
господарські будівлі Кумрану
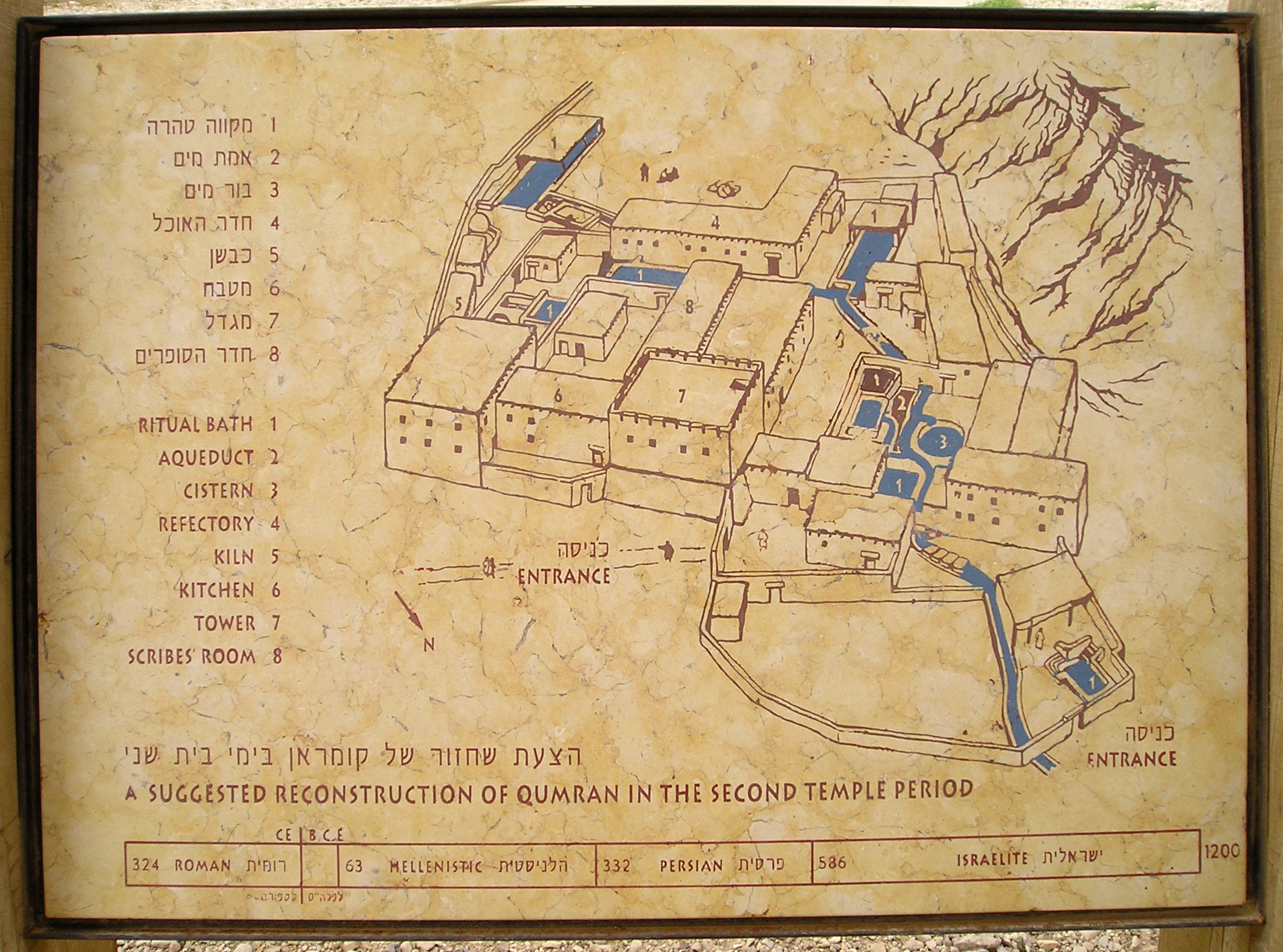
план-реконструкція поселення Кумрану